# Meadow (Utah)
Meadow es una localidad del condado de Millard, estado de Utah, Estados Unidos. Según el censo de 2000, la población era de 254 habitantes.

## Geografía
Meadow se encuentra en las coordenadas 38°53′12″N 112°24′24″O / 38.88667, -112.40667.
Según la oficina del censo de Estados Unidos, la localidad se tiene una superficie total de 1,3 km². No tiene superficie cubierta de agua.